# Donal O'Shea
Donal B. O'Shea é um matemático canadense, também conhecido por seus livros de sucesso. Foi o quinto presidente da Faculdade Nova da Flórida em Sarasota, Flórida, de 1º de julho de 2012 a 30 de junho de 2021. Foi sucedido por Patricia Okker em 1º de julho de 2021.  Antes de chegar à Faculdade Nova, atuou em várias funções na Faculdade Mount Holyoke, incluindo professor de matemática, reitor e vice-presidente de assuntos acadêmicos.
O'Shea se formou em B.Sc. na Faculdade de Harvard, e obteve um doutorado em matemática pela Universidade Queen's em Kingston em Kingston, Ontário em 1981; sua tese, intitulada Sobre Famílias μ-Equivalentes de Singularidades, foi escrita sob a direção de Albert John Coleman.